# Ludași, Bacău
Ludași (în maghiară Ludas) este un sat în comuna Balcani din județul Bacău, Moldova, România.